# Domnowo
Domnowo (russisch Домново, deutsch Domnau, polnisch Domnowo, litauisch Dumnava) ist ein Ort in der russischen Oblast Kaliningrad. Er liegt im Rajon Prawdinsk (Friedland) und gehört zur kommunalen Selbstverwaltungseinheit Stadtkreis Prawdinsk.

## Geographische Lage
Die Ortschaft liegt in der historischen Region Ostpreußen, auf zwei Hügeln oberhalb des Flusses Gerlach, etwa 13 Kilometer nordöstlich von Preußisch Eylau (Bagrationowsk), 15 Kilometer südwestlich von Friedland (Prawdinsk) und 40 Kilometer südöstlich von Königsberg (Kaliningrad).

## Geschichte

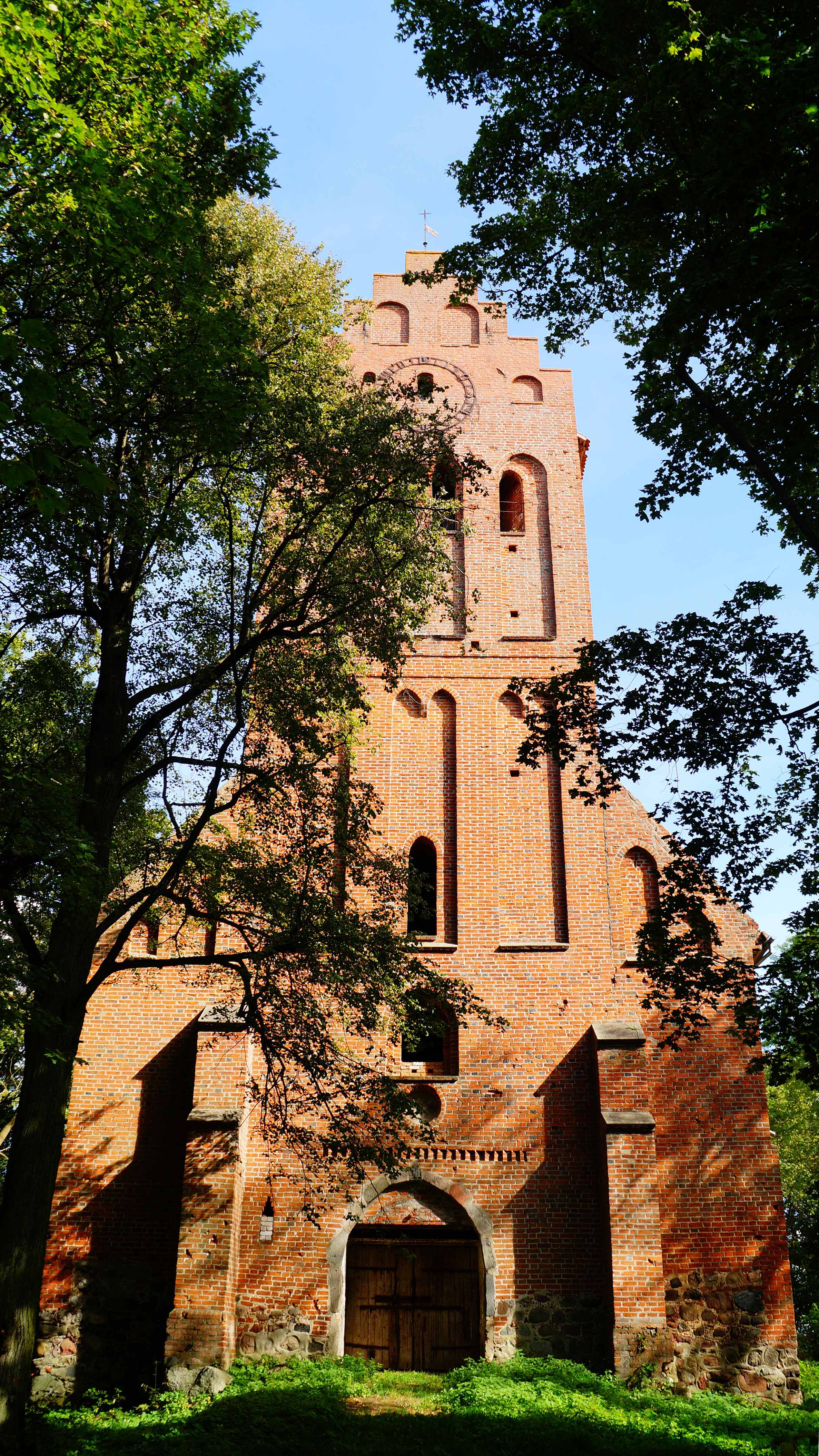
Stadtkirche (2016)

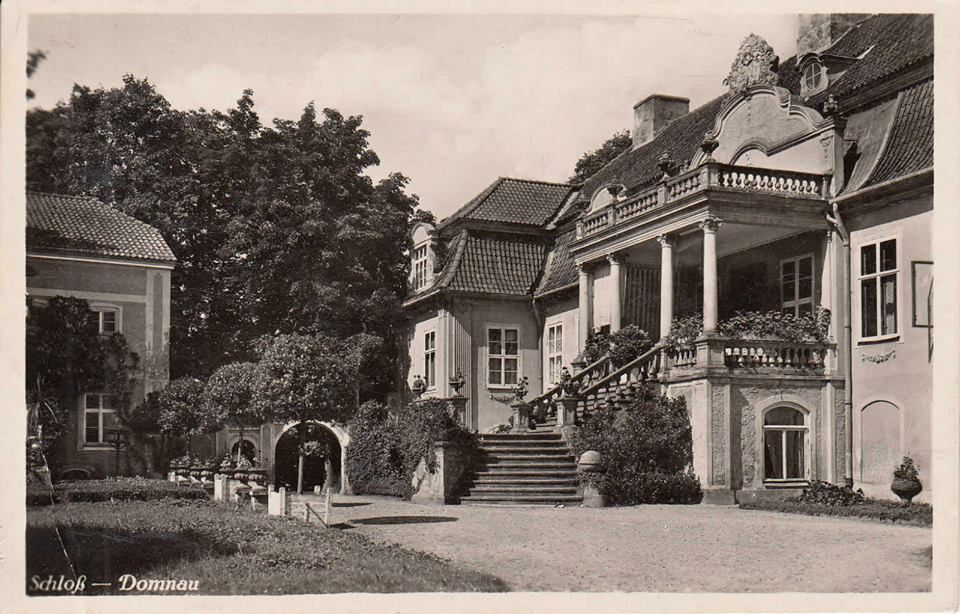
Schloss Domnau auf einer Bildpostkarte um 1935

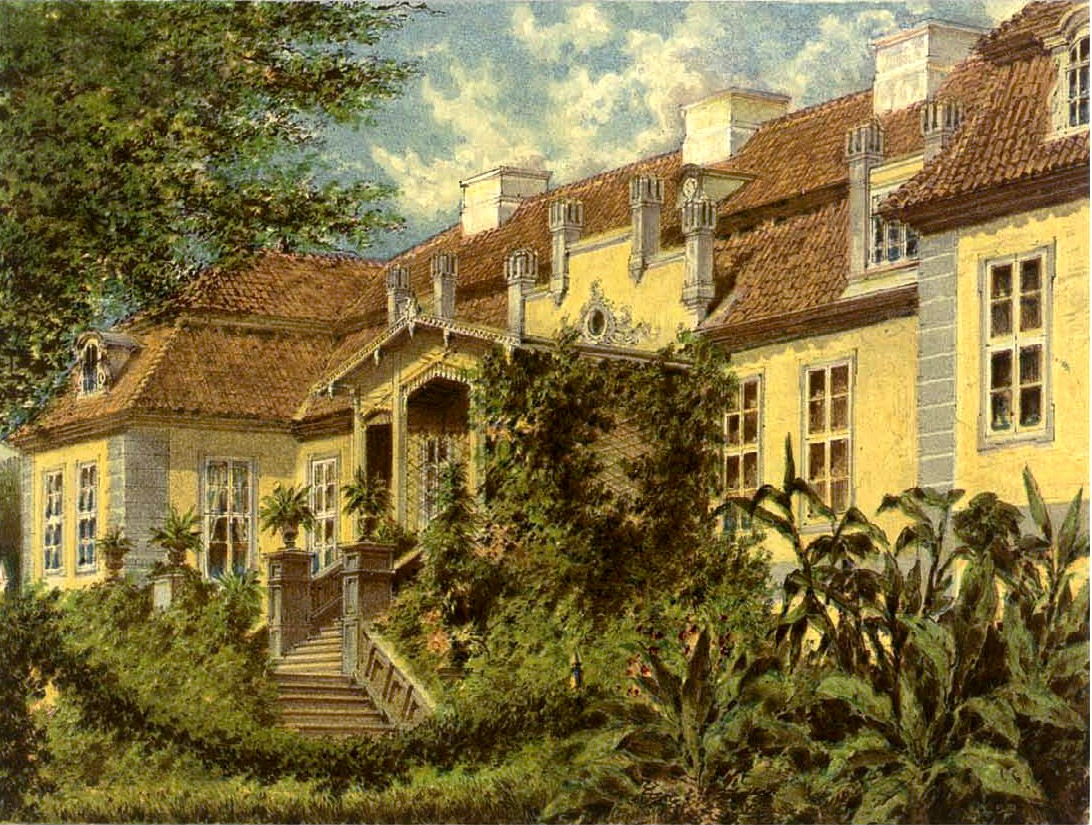
Schloss Domnau um 1860, Sammlung Alexander Duncker

Domnau, nordnordöstlich von Bartenstein und westsüdwestlich von Friedland in Ostpreußen, auf einer Landkarte von 1910

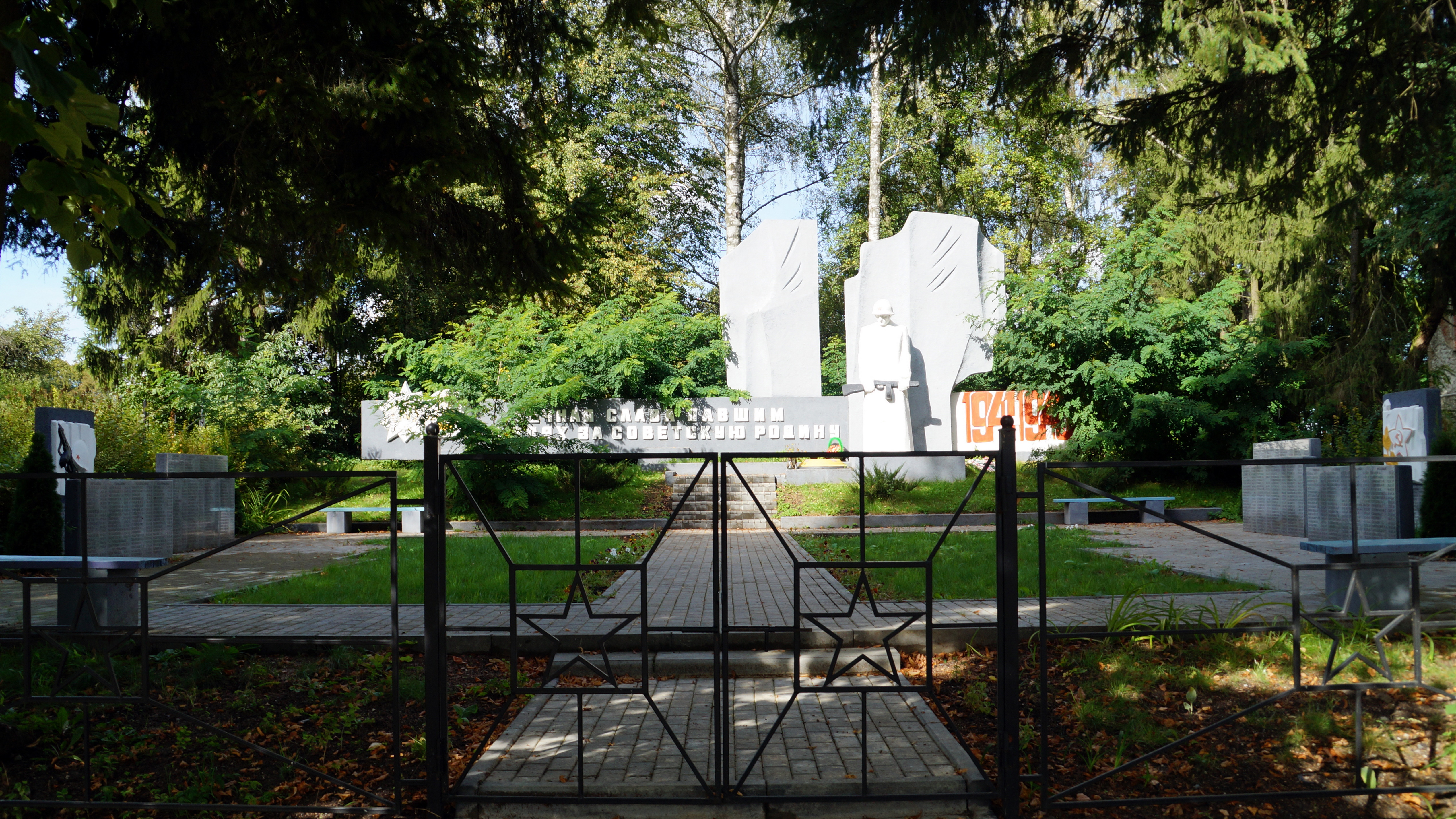
Massengrab sowjetischer Soldaten in der Nähe der Schule (2016)

Ältere Ortsbezeichnungen sind Dompnaw (1484), Dominaw (1595) und Dominau (1652).
Der baltische Prußenstamm der Natanger siedelte im 13. Jahrhundert in dem südlich des Flusses Pregel gelegenen Gebiet Tummonis. Der Name deutet auf Sedimentgestein und Dickicht (prußisch tums: dicht, verdickt). In dem Christburger Vertrag von 1249 zwischen dem Deutschen Orden und den Prusai/Prußen wird dieses Gebiet, das später der Stadt Domnau seinen Namen gab, erstmals erwähnt. Zu dieser Zeit bestand eine an der Gerlach gelegene Natangerburg, die der Deutsche Orden Ende des 13. Jahrhunderts eroberte und durch eine eigene Festung ersetzte. 
Im Schutze der Burg entwickelte sich eine Siedlung, in der 1321 eine Ordenskirche erbaut wurde. 1400 verlieh der Hochmeister des Deutschen Ordens Konrad von Jungingen dem Ort als Domnau das Stadtrecht. Im preußischen Städtekrieg wurden Stadt und Burg 1458 zerstört. Als Lohn für ihre Kriegsdienste gibt der Hochmeister des Deutschordens Heinrich Reffle von Richtenberg seinen Hauptsoldleuten Konrad von Egloffstein und Hartung von Egloffstein die Stadt Domnau als Lehen. Konrad von Egloffstein errichtete auf einer Insel im Fluss ein neues Schloss, und die Reste der alten Burg wurden 1474 abgerissen. 1504 trug Susanne von Egloffstein aus dem Hause Domnau († 1558) die Herrschaft Melchior von Creytzen dem Älteren (1475–1550) in die Ehe. 
Zwischen dem 16. und 18. Jahrhundert litt Domnau unter insgesamt sieben Stadtbränden. 
Letzter Besitzer aus der Familie Creytz war Abraham Johann von Creytz († 1713) gewesen. Seit 1630 werden die von Buddenbrock und um 1700 der in den preußischen Adelsstand erhobene Oberappellationsgerichtsrat Johann Philipp von Lauwitz als Grundherren genannt. Nächster bekannter Eigentümer zu Domnau war der preußische Geheime Staatsrat Carl Christoph von Schlippenbach (1676–1734). Er starb wie Lauwitz ohne eigene Erben zu hinterlassen. Seit dem Jahre 1775 war Schloss Domnau im Besitz derer von Witten, die es 1778 ausbauen ließen. Zwischenzeitlich ist Domnau noch mal in andere Hänge gelangt, so werden 1790 die von Gallera, 1799 die von Winterfeld und von 1828 bis 1837 der 1813 aus dem Regiment „v. Besser“ (Nr. 14) dimittierte Hauptmann Mathias Jutrczenka von Morgenstern genannt.
Am Anfang des 19. Jahrhunderts saß Friedrich Alexander Boguslav von der Goltz (1767–1806) auf Schloss Domnau, der seit 1792 mit Louise Henriette Sophie von Witten aus dem Hause Schloss Domnau († 11. Dezember 1834) vermählt war und mit ihr fünf Kinder hatte; er wurde Generallandschaftsrat. Bis mindestens 1881 sind die von Witten als Besitzer nachgewiesen. Anschließend war Natango Leopold Weidewuth Graf von Kalnein (* 24. März 1846 in Königsberg i. Pr.) Herr auf Schloss Domnau.

Gebäude im Ort
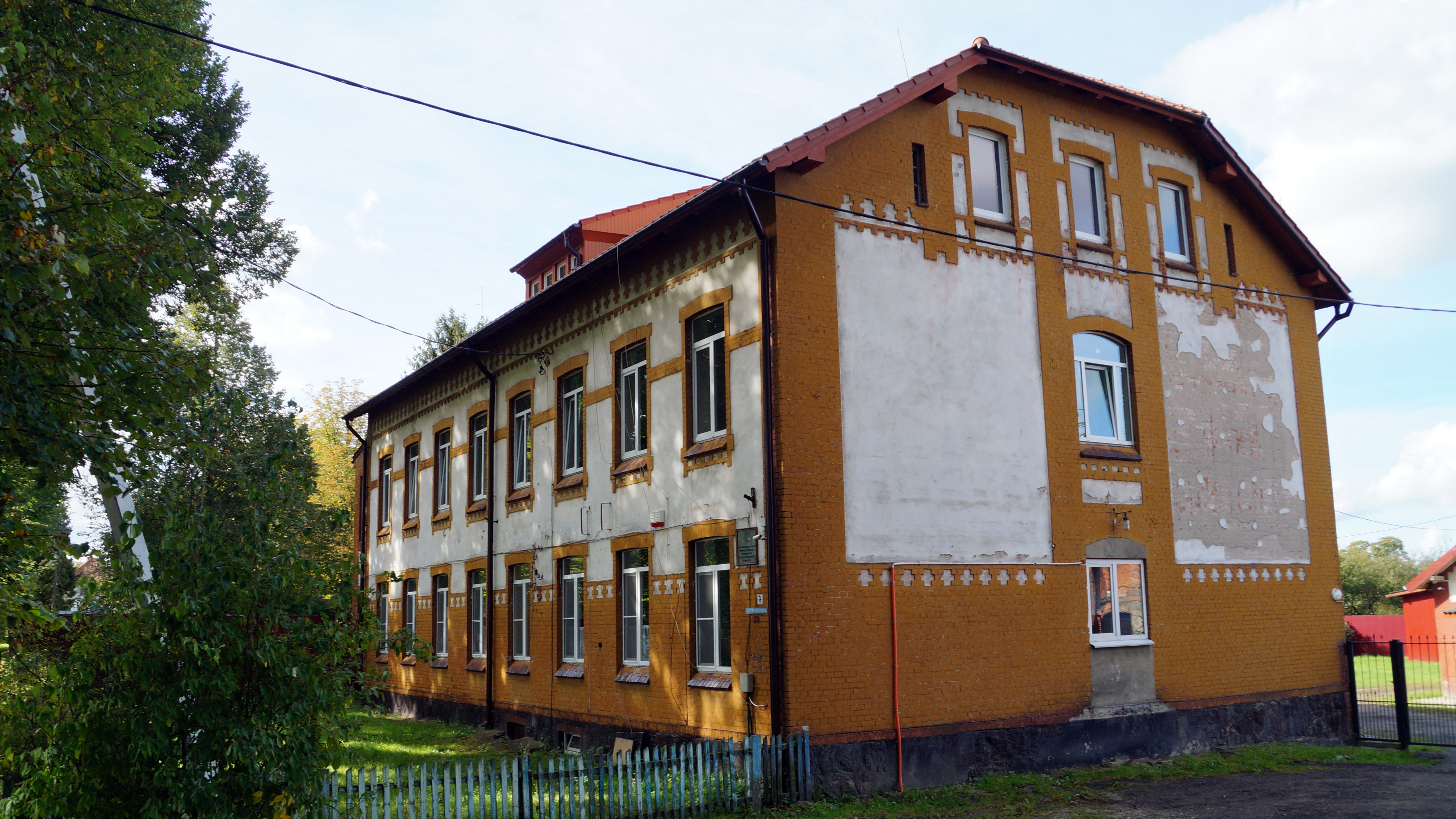
Verwaltungsgebäude (2016)
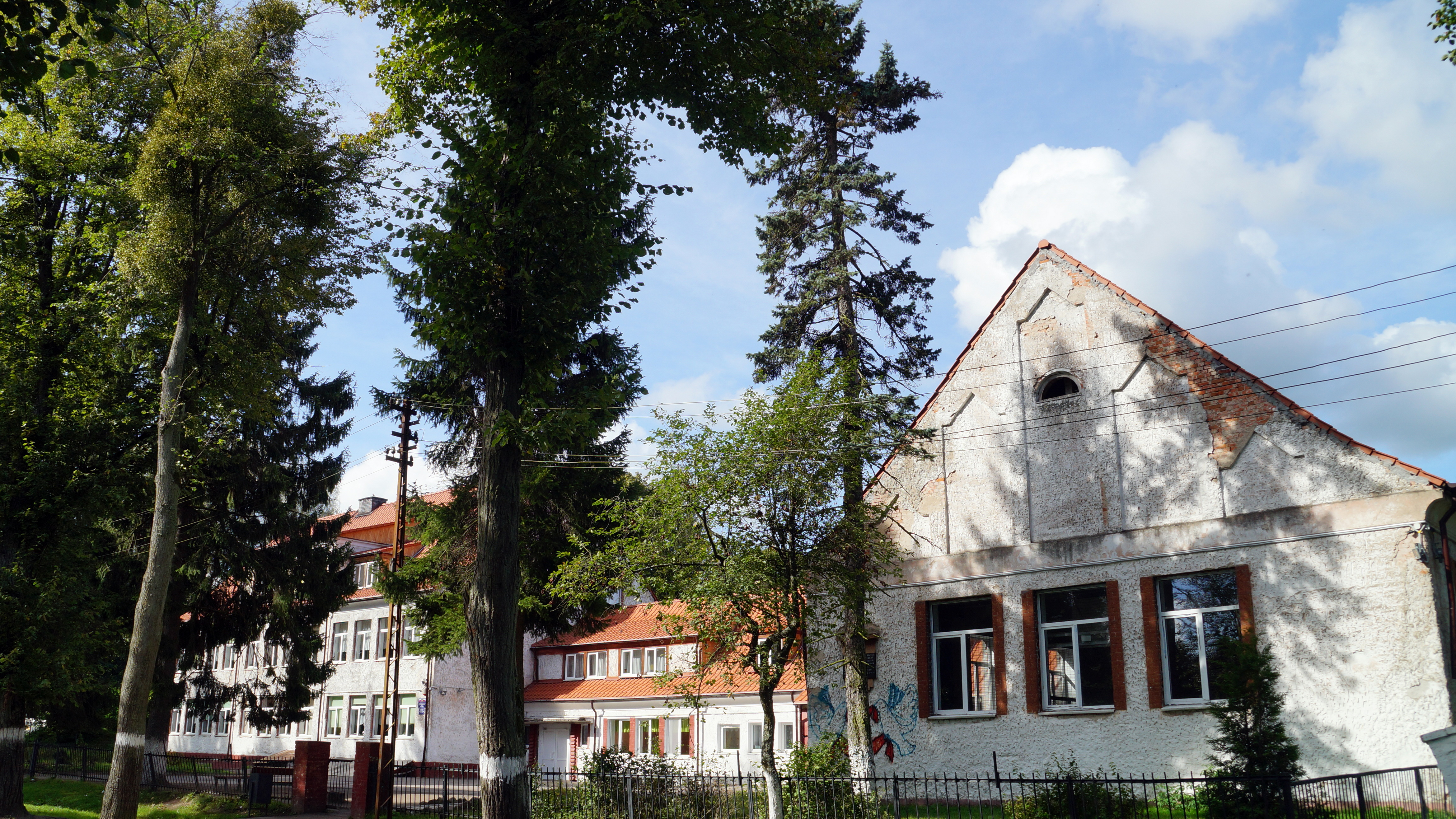
Schulgebäude (2016)
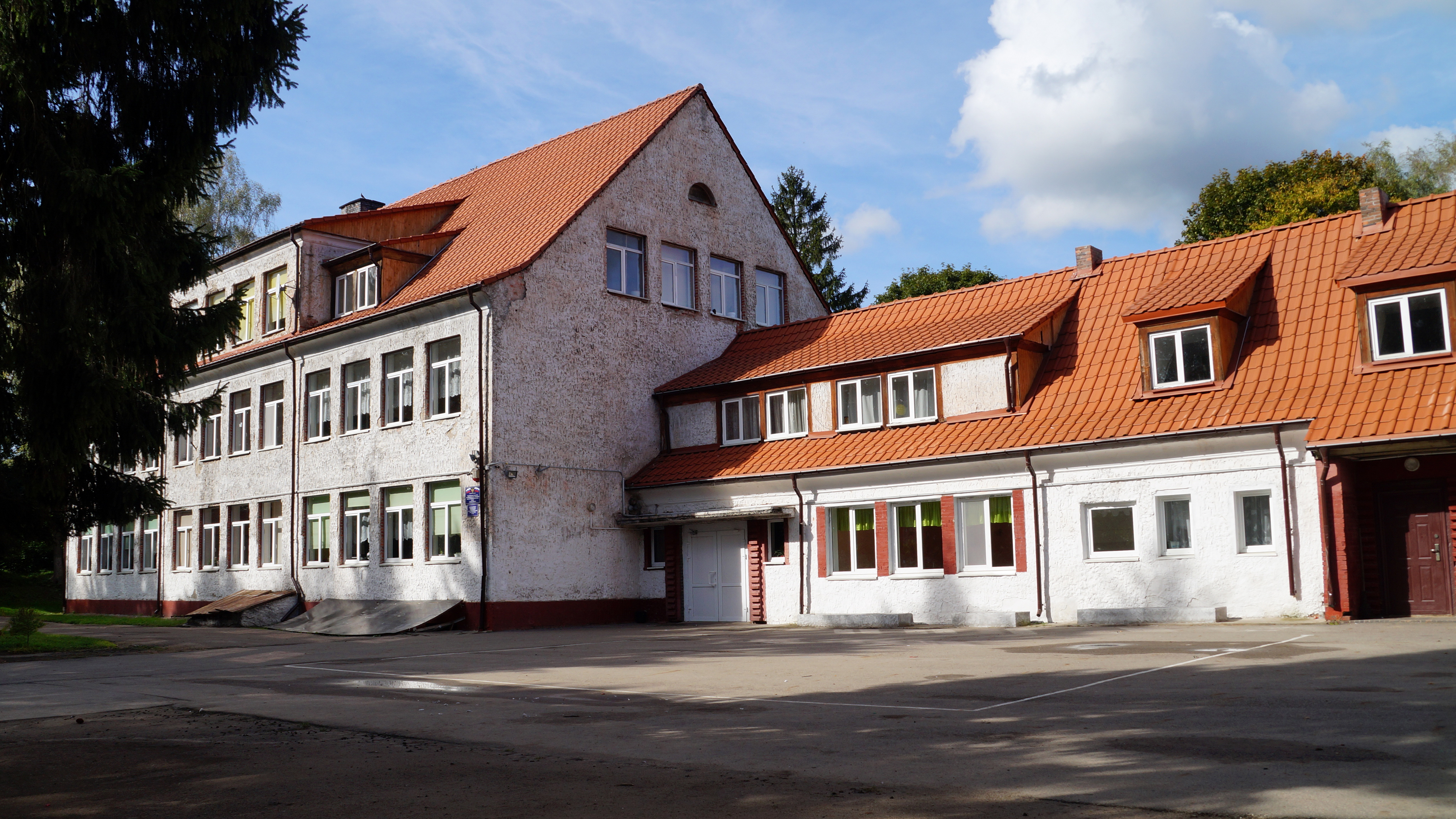
Schulgebäude (2016)

Mit der preußischen Verwaltungsordnung von 1815 wurde Domnau in den Kreis Friedland (1927 in Kreis Bartenstein umbenannt) eingegliedert und erhielt den Sitz des Landratsamtes. Einen Eisenbahnanschluss erhielt Domnau nicht, der nächste Bahnhof war im fünf Kilometer entfernten Preußisch Eylau. 1880 lebten 2082 Einwohner in Domnau. Zur Stadt gehörten um 1890 die Ortschaften Birkenhof, Charlottenthal, Waldhaus Domnau, Domnaushöfchen, Domnauswalde Neu-Powayen und Schloss Domnau mit Perkappen, Warnigkeim und Wittenfeld. Am Anfang des 20. Jahrhunderts hatte Domnau eine evangelische Kirche, ein Schloss, ein Amtsgericht und eine Dampfmühle.
Zu Beginn des Ersten Weltkrieges wurde die Stadt nach der Schlacht bei Gumbinnen im August 1914 von russischen Truppen zu zwei Dritteln zerstört. Mit Hilfe ihrer Patenstadt Schöneberg in Brandenburg wurde sie bereits 1916 wieder aufgebaut.
Am 1. April 1927 hatte Schloss und Rittergut Domnau eine Flächengröße von 565 ha, 55 ar und 90 m², und am 16. Juni 1925 hatte der Gutsbezirk 192 Einwohner.
Um 1932 befand sich Eckart Graf von Kalnein im Besitz des Schlosses und Ritterguts Domnau mit den Vorwerken Warnigkeim, Wittenfeld, Perkappen und Powayen Domnaushöfchen.
Gegen Ende des Zweiten Weltkriegs wurde Domnau 1945 teilweise zerstört, doch ist die Kirche bis heute gut erhalten geblieben. Nach Kriegsende 1945 wurde Domnau von der Sowjetunion zusammen mit der nördlichen Hälfte Ostpreußens unter Verwaltung genommen, eine Maßnahme, die auch nach dem Potsdamer Abkommen im Sommer 1945 unverändert beibehalten wurde. Die verbliebene einheimische deutsche Bevölkerung wurde bis 1948 aus Domnau vertrieben. Als einer der ganz wenigen Orte in der Oblast Kaliningrad hat die Stadt ihren historischen Ortsnamen bei der Umbenennung in Domnowo 1947 nahezu behalten. Gleichzeitig wurde der Ort Sitz eines Dorfsowjets im Rajon Prawdinsk.
Ort und Region waren bis zum Zerfall der Sowjetunion im Jahre 1991 Teil der Russischen Sozialistischen Föderativen Sowjetrepublik und gehören seitdem zur Russischen Föderation. Von 2004 bis 2015 war Domnowo Sitz einer Landgemeinde und gehört seit 2016 zum Stadtkreis Prawdinsk (Friedland).

### Demographie
| Jahr | Einwohner | Anmerkungen |
| ---- | --------- | --- |
| 1768 | 0821      | [ 13 ] |
| 1782 | 1002      | [ 14 ] |
| 1798 | 1054      | [ 13 ] |
| 1802 | 1012      | [ 15 ] |
| 1810 | 0861      | darunter 38 Katholiken, alle übrigen Bewohner sind evangelisch |
| 1816 | 0907      | davon 895 Evangelische, drei Katholiken und neun Juden |
| 1821 | 1110      | offene Stadt mit einem alten Schloss und einer Brauerei sowie 127 Privatwohnhäusern |
| 1828 | 1246      | [ 13 ] |
| 1831 | 1317      | davon 13 Katholiken und 13 Juden, alle übrigen Bewohner sind evangelisch |
| 1858 | 1808      | davon 1751 in der Stadt (1738 Evangelische, vier Katholiken und neun Juden) und 57 auf dem Schloss (sämtlich Evangelische) |
| 1864 | 2196      | am 3. Dezember |
| 1875 | 2113      | [ 19 ] |
| 1880 | 2082      | [ 19 ] |
| 1885 | 1980      | [ 19 ] |
| 1900 | 1921      | meist Evangelische |
| 1910 | 1910      | am 1. Dezember, Stadt, mit einem Amtsgericht, einer evangelischen Kirche, einer Bahnmeisterei, einer gewerblichen Fortbildungsschule, Mühlen, einer Brauerei, Sägewerken, einer Färberei, einer Maschinenfabrik, Getreidehandel sowie Vieh- und Pferdemärkten |
| 1933 | 2707      | [ 19 ] |
| 1939 | 2988      | [ 19 ] |

| Jahr      | 2002 | 2010 | 2021 |
| --------- | ---- | ---- | ---- |
| Einwohner | 801  | 820  | 860  |

### Domnowski selski sowet/okrug 1947–2004
Der Dorfsowjet Domnowski selski sowet (russisch Домновский сельский Совет) wurde im Juni 1947 eingerichtet. Nach dem Zerfall der Sowjetunion bestand die Verwaltungseinheit als Dorfbezirk Domnowski selski okrug (russisch Домновский сельский округ). Die Ende 2004 noch im Dorfbezirk befindlichen 22 Siedlungen wurden dann mit einer Ausnahme in die Landgemeinde Domnowskoje selskoje posselenije übernommen; der Ort Rjabinino kam zur städtischen Gemeinde Prawdinskoje gorodskoje posselenije.
| Ortsname                        | Name bis 1947/50              | Bemerkungen |
| ------------------------------- | ----------------------------- | --- |
| Aljochino (Алёхино)             | Naukritten                    | Der Ort wurde 1947 umbenannt. |
| Domnowo (Домново)               | Domnau                        | Verwaltungssitz |
| Filippowka (Филипповка)         | Dommelkeim                    | Der Ort wurde 1950 umbenannt. |
| Jagodnoje (Ягодное)             | Kapsitten                     | Der Ort wurde 1947 umbenannt. |
| Jelnino (Елнино)                | Gertlack                      | Der Ort wurde 1947 umbenannt und vor 1975 verlassen. |
| Jermakowo (Ермаково)            | Deutsch Wilten                | Der Ort wurde 1947 umbenannt. |
| Jerschowo (Ершово)              | Blankenau                     | Der Ort wurde 1950 umbenannt und vor 1975 verlassen. |
| Kaschtanowo (Каштаново)         | Almenhausen mit Neu Waldeck   | Der Ort wurde 1950 umbenannt. |
| Klimowka (Климовка)             | Wicken                        | Der Ort wurde 1947 umbenannt. |
| Kljutschewoje (Ключевое)        | Rambsen                       | Der Ort wurde 1950 umbenannt und vor 1975 verlassen. |
| Komarowo (Комарово)             | Groß Haferbeck                | Der Ort wurde 1950 umbenannt und vor 1975 verlassen. |
| Konstantinowka (Константиновка) | Eisenbart                     | Der Ort wurde 1950 umbenannt und vor 1975 verlassen. |
| Krasny Bor (Красный Бор)        | Ditthausen                    | Der Ort wurde 1950 umbenannt und vor 1975 verlassen. |
| Krupino (Крупино)               | Lawo                          | Der Ort wurde 1950 umbenannt und vor 1975 verlassen. |
| Lesnoje (Лесное)                |                               | Neuer Wohnplatz in der Nähe des ehemaligen Forsthauses Koskeim                                                                                           |
| Malinowka (Малиновка)           | Wolmen (Wolmen Mitte)         | Der Ort wurde 1947 umbenannt. |
| Nagornoje (Нагорное)            | Perkappen                     | Der Ort wurde 1947 umbenannt. |
| Marjino (Марьино)               | Schleuduhnen                  | Der Ort wurde 1947 umbenannt und vor 1975 verlassen. |
| Poddubnoje (Поддубное)          | Groß Sporwitten               | Der Ort wurde 1947 umbenannt. |
| Pogranitschnoje (Пограничное)   | Redden                        | Der Ort wurde 1950 umbenannt. Bewohnt wurden (später nur?) einige Einzelhöfe östlich, die vermutlich vor 1975 an den Ort Soldatowo angeschlossen wurden. |
| Priwolnoje (Привольное)         | Saussienen                    | Der Ort wurde 1947 umbenannt. |
| Ptscholino (Пчёлино)            | Talskeim                      | Der Ort wurde 1950 umbenannt. |
| Rasdolnoje (Раздольное)         | Warnigkeim                    | Der Ort wurde 1947 umbenannt. |
| Raskowo (Расково)               | Gostkow                       | Der Ort wurde 1950 umbenannt und vor 1975 verlassen. |
| Rjabinino (Рябинино)            | Korwlack                      | Der Ort wurde 1947 umbenannt. |
| Schirokoje (Широкое)            | Schönbruch                    | Der Ort wurde 1950 umbenannt und vor 1975 verlassen. |
| Sedowo (Седово)                 | Charlottenthal                | Der Ort wurde 1950 umbenannt. |
| Snamenskoje (Знаменское)        | Preußisch Wilten              | Der Ort wurde 1947 umbenannt. |
| Sokolniki (Сокольники)          | Grünbaum                      | Der Ort wurde 1950 umbenannt und vor 1975 verlassen. |
| Soldatowo (Солдатово)           | Sehmen                        | Der Ort wurde 1947 umbenannt. |
| Solowjowo (Соловьёво)           | Garbnicken                    | Der Ort wurde 1950 umbenannt. |
| Sosnowka (Сосновка)             | Puschkeiten                   | Der Ort wurde 1947 umbenannt. |
| Storoschewoje (Сторожевое)      | Klein Klitten                 | Der Ort wurde 1950 umbenannt und vor 1988 verlassen. |
| Swobodnoje (Свободное)          | Alsnienen (Wolmen West)       | Der Ort wurde 1947 umbenannt. |
| Tscherjomuchowo (Черёмухово)    | Groß Klitten                  | Der Ort wurde 1950 umbenannt. |
| Tscherkassowo (Черкасово)       | Ober Blankenau                | Der Ort wurde 1950 umbenannt und vor 1975 verlassen. |
| Wernoje (Верное)                | Pöhlen                        | Der Ort wurde 1947 umbenannt und vor 1975 an den Ort Soldatowo angeschlossen.                                                                            |
| Wostotschnoje (Восточное)       | Klein Sporwitten (Wolmen Ost) | Der Ort wurde 1947 umbenannt und vor 1975 an den Ort Poddubnoje angeschlossen.                                                                           |

Die sechs im Jahr 1950 umbenannten Orte Galkino (Domnauswalde), Gontscharowo (Groß Saalau), Gruschewka (Sommerfeld), Saizewo (Stockheim), Saretschje (Meisterfelde) und Sarja (Klein Saalau), die laut Erlass ebenfalls in den Domnowski selski Sowet eingeordnet wurden, kamen dann (vor 1975) in den Poretschenski selski sowet.

### Domnowskoje selskoje posselenije 2004–2015

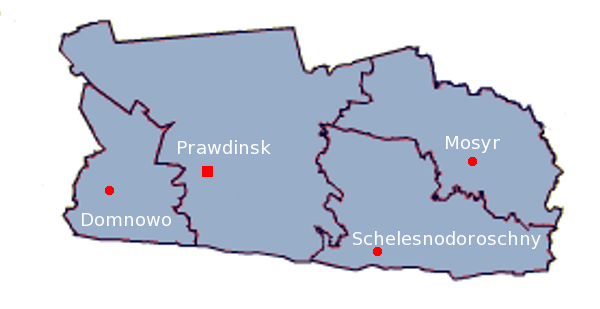
Die Landgemeinde Domnowskoje selskoje posselenije im Südwesten des Rajons Prawdinsk

Die Landgemeinde Domnowskoje selskoje posselenije (ru. Домновское сельское поселение) wurde im Jahr 2004 eingerichtet. Zu ihr gehörten 28 Siedlungen, davon 21 aus dem vorherigen Dorfbezirk Domnowski selski okrug und sieben aus dem Poretschenski selski okrug. Zum Jahreswechsel 2015/2016 wurde die Gemeinde wieder aufgelöst und deren Orte in den neu gebildeten Stadtkreis Prawdinsk eingegliedert.
| Ortsname                     | deutscher Name              |
| ---------------------------- | --------------------------- |
| Aljochino (Алёхино)          | Naukritten                  |
| Domnowo (Домново)            | Domnau                      |
| Filippowka (Филипповка)      | Dommelkeim                  |
| Gontscharowo (Гончарово)     | Groß Saalau                 |
| Gruschewka (Грушевка)        | Sommerfeld                  |
| Jagodnoje (Ягодное)          | Kapsitten                   |
| Jermakowo (Ермаково)         | Deutsch Wilten              |
| Kaschtanowo (Каштаново)      | Almenhausen mit Neu Waldeck |
| Klimowka (Климовка)          | Wicken                      |
| Koschewoje (Кошевое)         | Lisettenfeld                |
| Lesnoje (Лесное)             |                             |
| Malinowka (Малиновка)        | Wolmen                      |
| Nagornoje (Нагорное)         | Perkappen                   |
| Poddubnoje (Поддубное)       | Groß Sporwitten             |
| Priwolnoje (Привольное)      | Saussienen                  |
| Prudy (Пруды)                | Abbarten                    |
| Ptscholino (Пчёлино)         | Talskeim                    |
| Rasdolnoje (Раздольное)      | Warnigkeim                  |
| Roschtschino (Рощино)        | Georgenau                   |
| Saizewo (Зайцево)            | Stockheim                   |
| Sedowo (Седово)              | Charlottenthal              |
| Snamenskoje (Знаменское)     | Preußisch Wilten            |
| Soldatowo (Солдатово)        | Sehmen                      |
| Solowjowo (Соловьёво)        | Garbnicken                  |
| Sosnowka (Сосновка)          | Puschkeiten                 |
| Swobodnoje (Свободное)       | Alsnienen                   |
| Tscherjomuchowo (Черёмухово) | Groß Klitten                |
| Tschistopolje (Чистополье)   | Bothkeim                    |

## Kirche

### Kirchengebäude

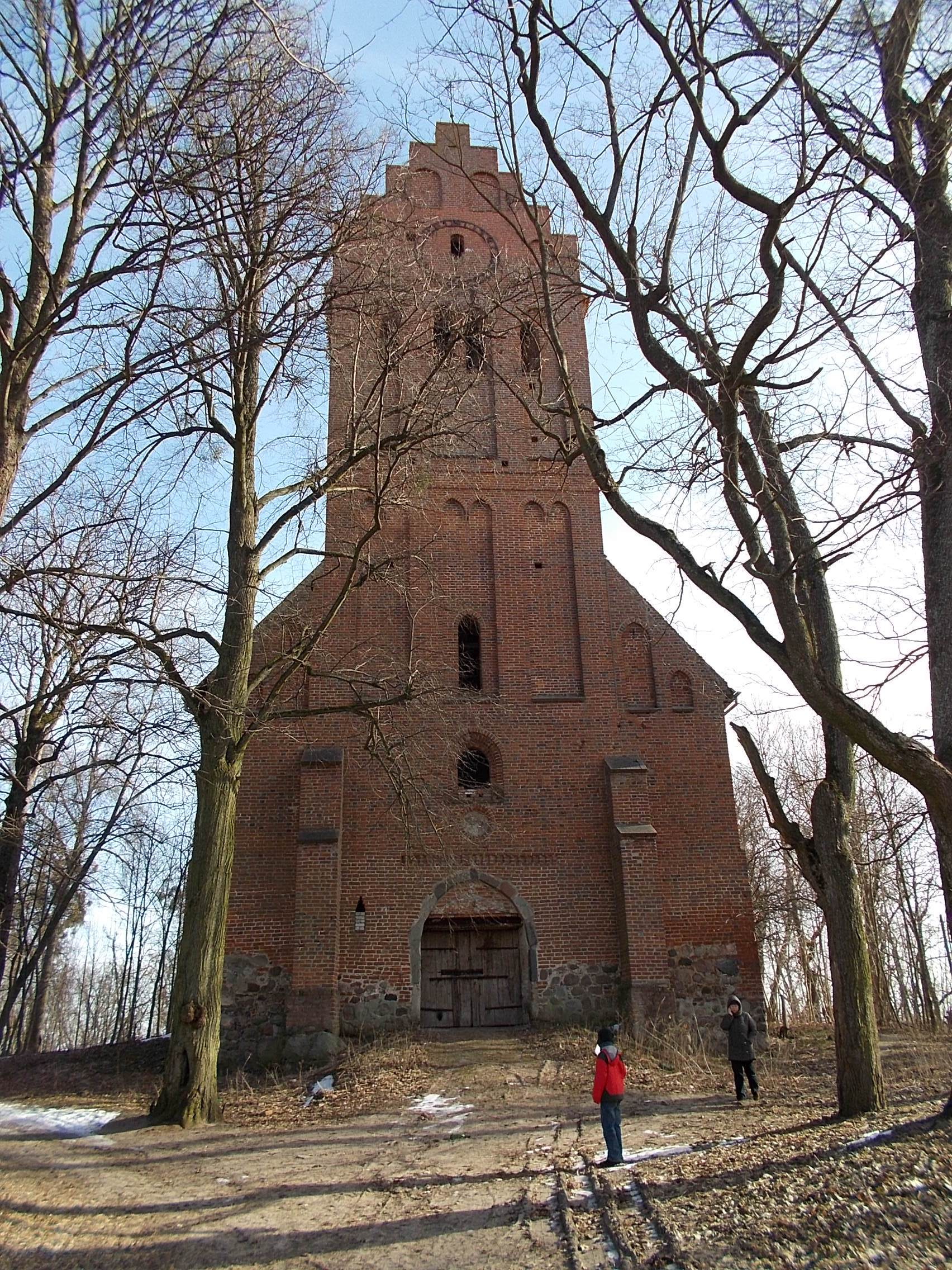
Stadtkirche (2013)

Die Domnauer Kirche wurde 1321 auf einem Hügel am Ostufer des Schlossteichs errichtet. Im 14. Jahrhundert baute man sie noch weiter aus und fügte vor allem einen Turm an, aufgemauert aus Ziegeln auf Feldsteinfundament und abgeschlossen mit einem Staffelgiebel. Das Kirchenschiff verfügt über keinen Chor, stattdessen ist die Ostwand mit einem Staffelgiebel aus dem 15. Jahrhundert geschmückt. Eine zweijochige Sakristei wurde im 15. Jahrhundert an der Nordseite angebaut.
Von der einstigen Innenausstattung sind heute noch einige Epitaphe der Familie von Creytzen erhalten, auch gibt es noch ein Vesperbild aus Lindenholz aus der Zeit um 1430, das noch vor 1945 nach Heilsberg (heute polnisch: Lidzbark Warmiński) ausgelagert wurde.
1945 wurde die Kirche nur wenig beschädigt. Lange Zeit wurde sie dann zweckentfremdet und als Getreidespeicher einer Kolchose genutzt. Sie erhielt dann ein neues Dach, um damit dem weiteren Verfall Einhalt zu gebieten. 1994 begannen kleinere Restaurierungsarbeiten, unterstützt von deutscher Seite, vor allem von der Heimatkreisgemeinschaft Bartenstein. Der spitzbogige Haupteingang war zu Sowjetzeiten zu einer Autoeinfahrt verbreitert worden. Seit 1997 nun steht die Kirche leer. Eine Restaurierung oder gar eine Rückgabe an die evangelische Kirche ist nicht in Sicht.

### Kirchengemeinde
Domnau ist ein alter Kirchort. Die Reformation hielt hier schon früh Einzug. War die Kirchengemeinde früher der Inspektion des Oberhofpredigers zugeordnet, war sie vor 1945 in den Kirchenkreis Friedland (russisch: Prawdinsk), ab 1927 in den Kirchenkreis Bartenstein (heute polnisch: Bartoszyce) innerhalb der Kirchenprovinz Ostpreußen der Kirche der Altpreußischen Union eingegliedert.
Nach 1945 wurde alles kirchliche Leben eingeschränkt bzw. verboten. Die Kirche wurde zweckentfremdet. Erst in den 1990er Jahren entstand in Domnowo wieder eine evangelische Gemeinde, die heute die ehemalige Scherwitzsche Mühle als Gemeindezentrum benutzt, das 1998 eingeweiht werden konnte. Die Gemeinde in Domnowo ist eine Filialgemeinde der Auferstehungskirche in Kaliningrad und gehört zur Propstei Kaliningrad der Evangelisch-Lutherischen Kirche Europäisches Russland (ELKER).

### Kirchspielorte
Zur Kirchengemeinde Domnau gehörte bis 1945 ein weit gedehntes Kirchspiel mit über 30 Ortschaften:
| Name (bis 1947/1950)                        | Russischer Name                  | Name (bis 1947/1950) | Russischer Name |
| ------------------------------------------- | -------------------------------- | -------------------- | --------------- |
| Birkenhof                                   | Kustaminowa                      | Lindenhof            |                 |
| Blekitten                                   |                                  | Lisettenhof          |                 |
| Bögen                                       | Minino                           | Louisenthal          |                 |
| Charlottenthal                              | Sedowo                           | Naukritten           | Aljochino       |
| Domnaushöfchen                              |                                  | Oberteich            |                 |
| Domnauswalde (ab 1927 Kirchspiel Stockheim) | Galkino                          | Perkappen            | Nagornoje       |
| Föhrwalde                                   |                                  |                      |                 |
| Galben                                      | Wischnjaki                       | Powayen              |                 |
| Gallitten                                   | Pessotschnoje                    | Preußisch Wilten     | Snamenskoje     |
| Garbnicken                                  | Solowjowo                        | Prowarken            |                 |
| Genditten                                   | Kusnetschnoje, jetzt: Berjosowka | Saussienen           | Priwolnoje      |
| Gertlack                                    | Jelnino                          | Skoden               | Minino          |
| Groß Klitten                                | Tscherjomuchowo                  | Sporgeln             |                 |
| Groß Saalau                                 | Gontscharowo                     | Stocktienen          |                 |
| Guwöhnen                                    | Rjasanskoje                      | Wangnick             |                 |
| Kapsitten                                   | Jagodnoje                        | Warnigkeim           | Rasdolnoje      |
| Klein Klitten                               | Storoschewoje                    |                      |                 |
| Klein Saalau                                | Sarja                            | Wittenfeld           |                 |
| Koskeim (Forsthaus)                         |                                  | Woopen               |                 |

### Pfarrer (bis 1945)
Von der Reformation bis 1679 amtierten zwei evangelische Geistliche (Pfarrer und Diakonus, Letzterer hatte auch die Pfarre Georgenau (russisch: Roschtschino) zu betreuen). Danach bestand nur noch eine Pfarrstelle. Es amtierten in Domnau bis 1945:
- NN., 1529
- Martin Bohemus, 1530–1549
- NN., 1546
- Fabian Rettelius, 1547–1593
- Caspar Hennenberger, 1549–1561
- Joachim Wiremann, 1577
- Martin Rettelius, ab 1593
- Peter Bluhmberg, vor 1618
- David Fingerling, 1621–1656
- David Kelbich, 1632
- Johann Regius, bis 1642
- Johann Preuß, 1656–1660
- Friedrich Saccus, 1660–1678
- Johann Ruprecht, 1668
- Johann Cäsar, 1670
- Johann Grandzau, 1676–1677
- Johann Milo, 1678–1728, betreute Georgenau noch bis 1684
- Ernst Corvin Milo, 1728–1755
- Johann Wilhelm Milo, 1749–1753
- Christian L. Weitenkampf, 1754
- Christoph Otto Weber, 1754–1780
- Johann Christian Riedel, 1780–1792
- Reinhold Johann, 1792–1829
- Gottlieb Bernhard Schiemann, 1830–1864
- Eduard Rudolf Otto Mück, 1864–1903
- Erich Paul Metschies, 1903–1917
- Karl Gustav Sulanke, 1917–1939
- Hans Hermann Engel, 1939–1945

### Kirchenbücher
Von den Kirchenbüchern der Pfarrer Domnau haben sich erhalten und werden im Evangelischen Zentralarchiv in Berlin aufbewahrt:
- Taufen: 1678 bis 1765,
- Trauungen: 1702 bis 1781
- Bestattungen: 1754 bis 1830.

## Verkehr
Durch den Ort verläuft die Kommunalstraße 27K-172 von Tschechowo an der Regionalstraße 27A-028 (ex A196) nach Schirokoje an der russisch-polnischen Grenze. Über die Kommunalstraße 27K-067 wird in Jermakowo die Regionalstraße 27A-038 nach Prawdinsk erreicht, und die Kommunalstraße 27K-068 führt nach Bagrationowsk.
Eine Bahnanbindung besteht nicht mehr, seit nach dem Zweiten Weltkrieg die Bahnstrecke Königsberg–Angerburg demontiert wurde.

## Patenschaft
Seit dem 9. August 1958 besteht eine Patenschaft der niedersächsischen Stadt Nienburg für die ehemaligen Einwohner Domnaus, die als Vertriebene in die Bundesrepublik gelangt waren.

## Söhnedes Ortes
- Andreas von Kreytzen (1579–1641), Beamter im Herzogtum Preußen
- Georg Weissel (1590–1635), Kirchenlieddichter (Adventslied Macht hoch die Tür)
- Christian Helwich (1666–1740), Stadtarzt in Breslau und Schriftsteller
- Magnus Großjohann (1813–1867), Pfarrer und Abgeordneter in Ostpreußen
- Paul Kalweit (1867–1944), evangelischer Theologe
- Arnold Lyongrün (1871–1935), Maler (Maler des Jugendstils und des Naturalismus)
- Walter Krupinski (1920–2000), Jagdflieger und Bundeswehrgeneral